# Пултуски окръг
Пултуски окръг (на полски: Powiat pułtuski) е окръг в Централна Полша, Мазовско войводство. Заема площ от 827,42 км2. Административен център е град Пултуск.

## География
Окръгът се намира в историческата област Мазовия. Разположен е в централната част на войводството.

## Население
Населението на окръга възлиза на 51 391 души (2013 г.). Гъстотата е 62 души/км2.

## Административно деление
Административно окръгът е разделен на 7 общини.
Градско-селска община:
- Община Пултуск

Селски общини:
- Община Виница
- Община Гзи
- Община Затори
- Община Обрите
- Община Покшивница
- Община Шверче

## Галерия
- Пултуск
- Обрите
- Виница